# Узуфрукт
Узуфру́кт (лат. usus — использование, лат. fructus — доход) — вещное право пользования чужим имуществом с правом присвоения доходов от него, но с условием сохранения его целостности, ценности и хозяйственного назначения. Пользователь в таком случае именуется узуфруктуарием, а право пользования — правом узуфруктуария. Предметом узуфрукта могут быть вещи, использование которых возможно без их уничтожения, например, земельные участки, животные и, в классическом римском праве, рабы; денежный капитал не может быть предметом узуфрукта. Устанавливается пожизненно, на определённый срок, или с каким-либо условием, при выполнении которого право узуфруктуария прекращается.
В римском праве узуфрукт относился к личным сервитутам. При начале узуфрукта узуфруктуарий составлял опись имущества, передаваемого ему, а также зачастую уверял поручителя в том, что он будет пользоваться имуществом как хороший хозяин. Продажа собственником вещи не оказывает влияния на права узуфруктуария. Узуфруктуарий не вправе требовать компенсации за внесённые им улучшения.